# ترانه‌های عاشقانه
ترانه‌های عاشقانه (انگلیسی: Love Songs) گلچینی از «بهترین‌های» گروه موسیقی جیپسی کینگز است که در سال ۱۹۹۶ منتشر شد.

## فهرست آهنگ‌ها و ترانه‌ها
| شماره | نام                        | مدت  |
| ----- | -------------------------- | ---- |
| ۱.    | «یک عشق»                   | ۳:۴۰ |
| ۲.    | «کولی‌ای که من هستم»        | ۴:۲۷ |
| ۳.    | «به روش خودم»              | ۳:۵۲ |
| ۴.    | «باز نخواهم گشت»           | ۳:۵۰ |
| ۵.    | «عشق و آزادی» (بی‌کلام)     | ۳:۵۵ |
| ۶.    | «می‌خواهم بدانم»            | ۴:۰۷ |
| ۷.    | «عشق من»                   | ۴:۲۹ |
| ۸.    | «قدم‌زنان در امتداد خیابان» | ۴:۲۲ |
| ۹.    | «مار مقدس من»              | ۳:۵۱ |
| ۱۰.   | «شور و شوق» (بی‌کلام)       | ۳:۰۴ |
| ۱۱.   | «به من بگو»                | ۵:۴۴ |
| ۱۲.   | «می‌خواهی که برگردی»        | ۴:۳۷ |
| ۱۳.   | «زن»                       | ۴:۱۵ |
| ۱۴.   | «رنج محزون»                | ۵:۴۰ |
| ۱۵.   | «الهام» (بی‌کلام)           | ۳:۴۳ |